# Lịch sử Ba Lan (1918–1939)
Lịch sử Ba Lan giữa hai cuộc Thế chiến bao gồm giai đoạn từ tái lập quốc gia độc lập Ba Lan năm 1918, tới Cuộc xâm lược Ba Lan từ phía tây bởi Đức Quốc xã vàp năm 1939 bắt đầu Thế chiến II, sau đó bởi Liên Xô từ phía đông hai tuần sau. Hai thập kỷ Ba Lan độc lập chủ quyền giữa hai cuộc Thế chiến còn được gọi là Interbellum.
Ba Lan tái lập tháng 11 năm 1918 sau hơn một thế kỷ bị Đế quốc Áo-Hung, Đức, và Đế quốc Nga phân chia. Sự độc lập Ba Lan đã được các cường quốc chiến thắng xác nhận trong Hiệp ước Versailles tháng 6 năm 1919, và phần lớn lãnh thổ đã được mở rộng trong một loạt cuộc chiến tranh biên giới tiếp diễn từ năm 1918 đến năm 1921. Biên giới Ba Lan không thay đổi từ năm 1922 và được quốc tế công nhận vào năm 1923.
Chính trường Ba Lan dân chủ nhưng hỗn loạn cho đến khi Józef Piłsudski (1867–1935) giành quyền lực vào tháng 5 năm 1926 và nền dân chủ chấm dứt. Chính sách trọng nông đã dẫn đến việc phân chia lại đất đai cho nông dân và Ba Lan đã đạt được sự tăng trưởng kinh tế đáng kể từ năm 1921 đến năm 1939. Một phần ba dân số bao gồm các dân tộc thiểu số— Người Ukraina, Do Thái, Belarus, Litvia và Đức.

## Những năm tái lập (1918-1921)
Nền độc lập Ba Lan đã được Roman Dmowski và Ignacy Paderewski vận động các quốc gia Đồng minh tại Paris thành công. Tổng thống Hoa Kỳ Woodrow Wilson đã biến sự độc lập Ba Lan là mục tiêu chiến tranh Mười bốn Điểm của ông, và mục tiêu này đã được Đồng minh tán thành mùa xuân năm 1918. Là một phần của các điều khoản Đình chiến áp đặt lên Đức, tất cả các lực lượng Đức phải rút khỏi Ba Lan và các khu vực bị chiếm đóng khác. Vì vậy, khi chiến tranh kết thúc, quân Đức gửi Piłsudski, lúc đó đang bị bắt, trở lại Warsaw. Từ ngày 11 tháng 11 năm 1918, Piłsudski nắm quyền kiểm soát chính phủ bù nhìn do Đức dựng lên. Ignacy Daszyński đứng đầu một chính phủ Ba Lan tồn tại trong thời gian ngắn ở Lublin từ ngày 6 tháng 11 nhưng Piłsudski đã có uy tín áp đảo vào thời điểm này. Daszyński và các nhà lãnh đạo Ba Lan khác thừa nhận Piłsudski là người đứng đầu quân đội và trên thực tế là người đứng đầu Cộng hòa Ba Lan. Đức, hiện đã bị đánh bại, tuân theo các điều khoản Hiệp định đình chiến và rút quân. Jędrzej Moraczewski trở thành thủ tướng đầu tiên (tháng 11 năm 1918) và Dmowski trở thành lãnh đạo đảng lớn nhất.
Ngay từ khi thành lập, Ba Lan đã tiến hành một loạt cuộc chiến tranh để bảo vệ biên giới của mình. Quốc gia này là nông thôn và nghèo đói; những khu vực giàu có nhất là ở các khu vực cũ của Đức ở phía tây. Công nghiệp hóa diễn ra rất chậm, và được thúc đẩy vào giữa những năm 1930 với sự phát triển của Vùng Công nghiệp Trung tâm.

### Biên giới
Hầu hết các nhà lãnh đạo Ba Lan thời kỳ này đều muốn thành lập một nhà nước Ba Lan lớn hơn; một kế hoạch tối ưu, kể từ Hội nghị Hòa bình Paris, bao gồm việc sáp nhập Đông Phổ và thành phố Königsberg của Đức được đặt trong một liên minh hải quan với Ba Lan. Đồng thời, mong muốn biên giới chính xác của Liên bang Ba Lan và Lietuva trước đây không được đồng ý, mặc dù được Roman Dmowski đề cập như một bước đi mở đầu. Phần lớn vùng đất này đã bị Đế quốc Nga kiểm soát kể từ khi Phân chia Ba Lan và cư dân các khu vực này đang đấu tranh để thành lập các quốc gia riêng biệt (chẳng hạn như Ukraine, Belarus, và các nước Baltic: Litvia, Latvia, Estonia). Giới lãnh đạo Ba Lan không nhằm mục đích khôi phục quốc gia về ranh giới thế kỷ 17. Các chính trị gia Ba Lan có ý kiến khác nhau về việc một quốc gia mới do Ba Lan lãnh đạo nên bao gồm bao nhiêu lãnh thổ và nên có hình thái như thế nào. Józef Piłsudski ủng hộ một chế độ dân chủ, liên bang của các quốc gia độc lập do Ba Lan lãnh đạo — trong khi Roman Dmowski lãnh đạo phong trào Endecja do Đảng Dân chủ Quốc gia đại diện, tập trung vào một Ba Lan nhỏ gọn hơn bao gồm các lãnh thổ dân tộc Ba Lan hoặc 'Ba Lan hóa'.

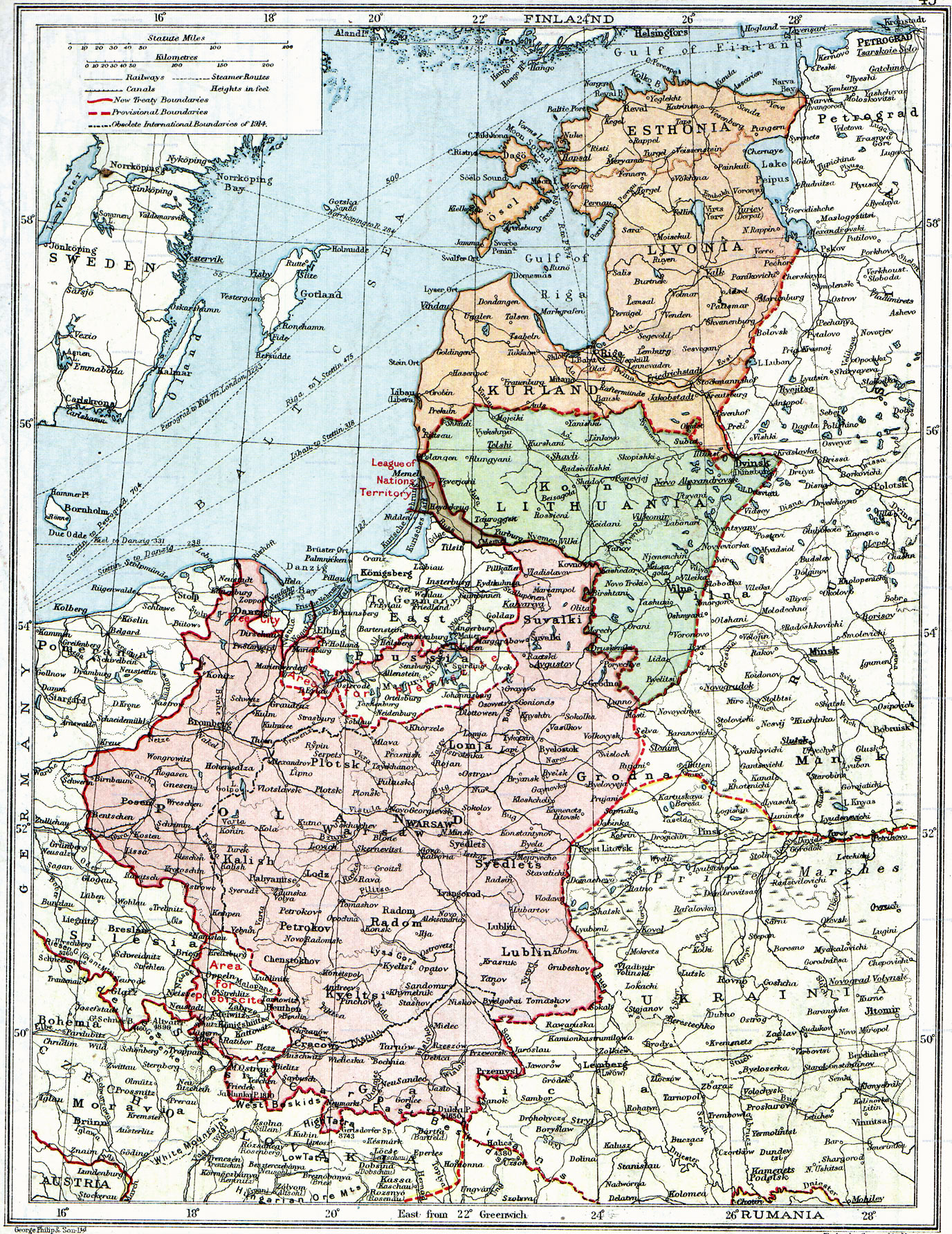
Bản đồ năm 1920 từ Tập bản đồ Người dân thể hiện tình hình Ba Lan và các quốc gia Baltic với biên giới vẫn chưa được xác định sau các hiệp ước Brest-Litovsk, Hiệp định Versailles và trước Hòa ước Riga

Về phía tây nam, Ba Lan và Tiệp Khắc tranh chấp biên giới (xem: Zaolzie). Đáng ngại hơn, một nước Đức bại trận thù oán miễn cưỡng bất kỳ tổn thất lãnh thổ nào đối với nước láng giềng phía đông mới của mình. Ngày 27 tháng 12 năm 1918, Khởi nghĩa Đại Ba Lan đã giải phóng Đại Ba Lan. Năm 1919, Hiệp định Versailles đã giải quyết các biên giới Đức-Ba Lan tại vùng Baltic. Thành phố cảng Danzig (tiếng Ba Lan: Gdańsk), với phần lớn dân số là người Đức và thiểu số người Ba Lan được tuyên bố là một thành phố tự do độc lập của Đức, và trở thành tâm điểm tranh chấp trong nhiều thập kỷ. Đồng minh đã làm trọng tài phán quyết phân chia khu khai thác và công nghiệp đa sắc tộc và rất được mong muốn Thượng Silesia giữa Đức và Ba Lan, sau ba cuộc Khởi nghĩa Silesian, với Ba Lan nhận được phần phía đông có diện tích nhỏ hơn nhưng công nghiệp hóa hơn vào năm 1922.

### Chiến tranh với Nga Xô viết
Xung đột quân sự với Xô viết đã chứng minh yếu tố quyết định biên giới Ba Lan ở phía đông, một khu vực hỗn loạn sau các cuộc Cánh mạng Nga và nội chiến đang diễn ra. Piłsudski đã mường tượng việc thành lập một liên bang với phần còn lại của Ukraine (do chính quyền thân thiện với Ba Lan ở Kiev lãnh đạo mà ông đã giúp thành lập) và Litvia, tạo thành lập một liên bang Trung và Đông Âu có tên là "Intermarium" (tiếng Ba Lan: "Międzymorze", nghĩa đen là "quốc gia giữa vùng biển"). Lenin, lãnh đạo của chính phủ cộng sản mới thành lập tại Nga, coi Ba Lan là cây cầu mà chủ nghĩa cộng sản sẽ truyền sang giai cấp lao động Đức đang vô tổ chức thời hậu chiến. Và vấn đề còn phức tạp hơn khi một số khu vực tranh chấp đã có kinh tế và chính trị khác nhau kể từ khi phân chia vào cuối thế kỷ 18 trong khi một số khu vực không có đa số dân tộc Ba Lan ngay từ đầu, họ vẫn được người Ba Lan coi là chủ quyền lịch sử của họ vì họ giả tưởng Ba Lan là một quốc gia đa sắc tộc. Cuối cùng, các cuộc đàm phán đổ vỡ, nhấn chìm ý tưởng của Piłsudski về liên bang Międzymorze; thay vào đó, các cuộc chiến như Chiến tranh Ba Lan-Litva hoặc Chiến tranh Ba Lan–Ukraine đã quyết định biên giới của khu vực trong hai thập kỷ tới.
Chiến tranh Ba Lan-Xô viết, bắt đầu năm 1919, là cuộc chiến quan trọng nhất trong các cuộc chiến khu vực.  Piłsudski lần đầu tiên thực hiện một cuộc tấn công quân sự lớn vào Ukraine năm 1920 và vào tháng 5, các lực lượng Ba Lan-Ukraine đã tiến đến Kiev. Tuy nhiên, chỉ vài tuần sau, cuộc tấn công của Ba Lan đã gặp phải một cuộc phản công từ phía Xô viết, và lực lượng Ba Lan thất bại trước lực lượng Hồng quân. Ba Lan bị đánh bật khỏi Ukraine và trở lại vùng đất trung tâm của Ba Lan. Hầu hết các nhà quan sát thời điểm đó đánh dấu chấm dứt Ba Lan và Bolshevik hóa, Tuy nhiên, tại Trận Warsaw Piłsudski  đã tổ chức một cuộc phản công gây ngạc nhiên và giành được chiến thắng nổi tiếng. "Điều kỳ diệu trên sông Vistula" đã trở thành một chiến thắng mang tính biểu tượng trong ký ức của người Ba Lan. Piłsudski tiếp tục tấn công, đẩy lùi Hồng quân về phía đông. Cuối cùng, cả hai bên đều kiệt sức, đã ký một hiệp ước hòa bình thỏa hiệp tại Riga vào đầu năm 1921, phân chia các lãnh thổ tranh chấp của Belarus và Ukraine giữa hai bên tham chiến.  Những vùng đất giành được này đã được công nhận bởi thỏa thuận quốc tế với Đồng minh. Hòa ước đã trao cho Ba Lan một biên giới phía đông vượt xa những gì những người kiến tạo hòa bình ở Paris đã hình dung và bổ sung thêm 4,000,000 người Ukraina, 2,000,000 người Do Thái, và 1,000,000 ngừoi Belarus vào dân tộc thiểu số của Ba Lan.
Sử học Xô viết, chiến tranh Ba Lan-Xô Viết còn được gọi là "cuộc chiến chống Bạch vệ Ba Lan", với biệt danh "Bạch vệ Ba Lan" (belopoliaki) cáo buộc tính chất "phản cách mạng" của Ba Lan vào thời điểm đó, trong một tương tự với Bạch vệ Nga.
Năm 1922, kết quả của cuộc chiến với Xô viết và Litvia, Ba Lan cũng chính thức sáp nhập Trung Litvia sau một cuộc trưng cầu dân ý, vốn không bao giờ được Litva công nhận.
Hòa ước Riga đã ảnh hưởng đến số phận toàn bộ khu vực trong những năm tiếp theo. Người Ukraine và người Belarus thấy mình không có quốc gia hay tỉnh của riêng họ, và một số người nói tiếng Ba Lan nằm trong Liên Xô. Sau này trải qua tập thể hóa lực lượng, khủng bố nhà nước, đàn áp tôn giáo, thanh trừng, trại lao động và nạn đói. Đệ nhị Cộng hòa Ba Lan mới được thành lập, với một phân ba là công dân không thuộc tộc người Ba Lan, đã tham gia vào việc thúc đẩy đồng nhất Ba Lan, văn hóa và ngôn ngữ với cái giá phải trả là các dân tộc thiểu số, những người cảm thấy xa lạ với sự phát triển này.

## Từ dân chủ đến chính quyền độc tài

Ba Lan trong những năm giữa chiến tranh.

Ba Lan tái lập phải đối mặt với một loạt thách thức khó khăn: thiệt hại do chiến tranh trên diện rộng, nền kinh tế bị tàn phá, một phần ba dân tộc thiểu số hoài nghi, nền kinh tế chủ yếu nằm dưới sự kiểm soát bằng các lợi ích công nghiệp Đức và nhu cầu tái hòa nhập ba khu vực đã từng là bị chia cắt trong thời kỳ chia cắt. Sinh hoạt chính trị chính thức của Ba Lan bắt đầu vào năm 1921 với việc thông qua hiến pháp đã thiết kế Ba Lan thành một nước cộng hòa theo mô hình Đệ tam Cộng hòa Pháp, trao quyền nhiều nhất cho cơ quan lập pháp, Sejm. Điều này chủ yếu là để ngăn Piłsudski trở thành độc tài. Nhiều đảng chính trị nổi lên, trong đó có bốn đảng chính và hàng chục đảng phụ. Tất cả đều có hệ tư tưởng và cơ sở cử tri rất khác nhau, và hiếm khi có thể đồng ý về bất kỳ vấn đề lớn nào. Không có ý tưởng nghiêm túc nào về việc thiết lập lại chế độ quân chủ, và mặc dù các gia đình quý tộc lớn của Ba Lan tiếp tục được nhắc tên trên báo chí, nó chủ yếu là trong các mục xã hội. Các chính đảng gồm Đảng Nông dân Ba Lan (PSL) cánh tả và Dân chủ Quốc gia (ND) cánh hữu lãnh đạo bởi Dmowski.

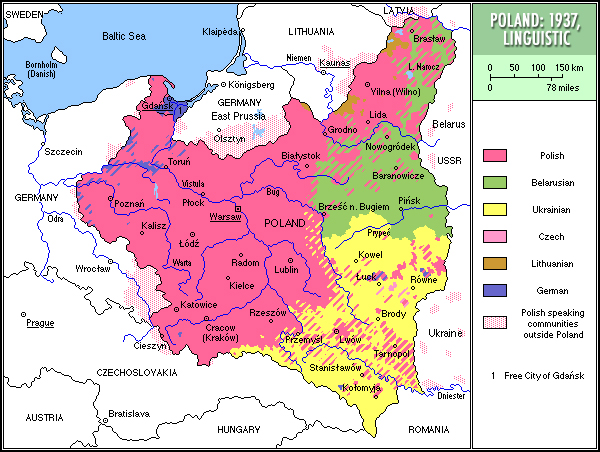
Ba Lan, dân tộc thiểu số (theo ngôn ngữ) 1937

Chính phủ mới, thiếu kinh nghiệm phải đối mặt với những vấn đề nghiêm trọng; nạn tham nhũng tràn lan trong các quan chức chính phủ; luân chuyển nội các chóng mặt gây hoang mang, mất lòng tin. Ở cấp độ sâu hơn, đã có sự bất đồng sâu sắc về sự toàn diện trong nhà nước mới. Roman Dmowski đã lên ý tưởng ra một quốc gia Ba Lan đồng nhất về mặt dân tộc, và một con đường hiện đại phương Tây hóa, chống Đức; ông cũng tán thành thái độ bài Do Thái mạnh mẽ và nhấn mạnh rằng Ba Lan phải là một quốc gia Công giáo và có thứ bậc. Piłsudski, tuy nhiên, lý tưởng của ông bắt nguồn từ những quan niệm về Liên bang Ba Lan và Lietuva đa sắc tộc. Trên thực tế, điều đó có nghĩa là phớt lờ lá phiếu thiểu số ở trong nước và tìm kiếm thỏa thuận với các quốc gia lân cận. Phổ thông đầu phiếu đã mang lại cho các nhóm thiểu số tiếng nói, đặc biệt là khi họ thành lập một liên minh, Khối các Dân tộc thiểu số Quốc gia (BMN) do người Do Thái lãnh đạo và bao gồm cả những người khác, những người chiếm một phần ba dân số và 20% phiếu bầu. Tuy nhiên, các quận đã được sắp xếp gian lận khu vực bầu cử để giảm thiểu đại diện thiểu số. BMN đã giúp bầu Gabriel Narutowicz làm chủ tịch PSL vào năm 1922, nhưng ông đã bị cánh hữu tấn công dữ dội và bị ám sát sau năm ngày tại vị. Liên minh BMN suy giảm tầm quan trọng và giải tán vào năm 1930 khi các nhóm khác nhau cắt giảm các thỏa thuận của riêng họ với chính phủ về các vấn đề biệt lập.

### Đảo chính 1926
Sau khi hiến pháp được thông qua, Piłsudski từ chức, không hài lòng với vai trò hạn chế của cơ quan hành pháp. Nhưng ông vẫn tiếp tục theo dõi sát sao các diễn biến chính trị. Sự kém hiệu quả Sejm khiến một số người thân cận của ông gợi ý rằng ông nên tiến hành một cuộc đảo chính quân sự và giành lại quyền lực; ông nói không. Đến năm 1926, ông bị thuyết phục và phát động cuộc đảo chính tháng 5 năm 1926, thành công với ít bạo lực. Trong thập kỷ tới, Piłsudski thống trị các vấn đề Ba Lan với tư cách là nhà lãnh đạo mạnh mẽ của một phe trung dung bình dân, mặc dù ông chưa bao giờ nắm giữ một chức danh chính thức ngoại trừ Bộ trưởng Quốc phòng. Ông giữ lại hiến pháp năm 1921, và Sejm ồn ào, kém hiệu quả vẫn tiếp tục hoạt động, nhưng nó hầu như luôn mang lại cho ông những gì ông muốn. Những người chỉ trích chế độ thỉnh thoảng bị bắt, nhưng hầu hết đều bị kiện vì tội phỉ báng. Nguyên soái tự miêu tả mình là một vị cứu tinh quốc gia, người đứng trên chính trị đảng phái và nhận được nhiều sự ủng hộ từ quần chúng hơn bằng cách tách mình ra khỏi Đảng Xã hội chủ nghĩa Ba Lan. Năm 1935, một Hiến pháp Ba Lan mới được thông qua, nhưng Piłsudski đã qua đời và những người kế vị được ông bảo trợ đã hướng tới chủ nghĩa chuyên chế công khai. Những tiếng nói đối lập ngày càng bị quấy rối hoặc bỏ tù, một tình huống không có gì đáng ngạc nhiên khi chế độ ngày càng lo ngại về an ninh quốc gia.
Trong nhiều khía cạnh, nền Cộng hòa thứ hai đã không đạt được những kỳ vọng cao vào năm 1918. Như đã xảy ra ở những nơi khác ở Trung Âu, ngoại trừ Tiệp Khắc, nỗ lực thiết lập nền dân chủ đã không thành công. Các chính phủ phân cực giữa phe cánh hữu và cánh tả, không bên nào sẵn sàng tôn trọng các hành động của bên kia.

### Vấn đề Kinh tế và xã hội
Những khó khăn nghiêm trọng nảy sinh trong việc xử lý tài sản nước ngoài và các nhóm thiểu số trong nước.
Chính phủ quốc hữu hóa tài sản thuộc sở hữu nước ngoài và vận hành chúng vì không có đủ vốn trong nước để mua chúng và vì việc xác định ai sẽ nhận được cái gì dễ dàng hơn. Nhìn chung, Ba Lan có mức độ tham gia của nhà nước cao hơn vào nền kinh tế và ít đầu tư nước ngoài hơn bất kỳ quốc gia nào khác ở Đông Âu. Sự nhấn mạnh vào tập trung hóa kinh tế này đã cản trở sự phát triển của Ba Lan. Nền kinh tế chủ yếu là nông nghiệp, và Đại suy thoái trên toàn thế giới bắt đầu vào năm 1929 đã chứng kiến sự khó khăn trong mọi lĩnh vực. Bị ảnh hưởng nặng nề nhất là những người nông dân có thu nhập giảm từ 50% trở lên. Chính phủ có một vài giải pháp ngoại trừ việc giảm chi tiêu khi doanh thu thuế giảm.

#### Thiểu số
Khoảng một phần ba tổng dân số là các dân tộc thiểu số, bao gồm khoảng 5-6 triệu người Ukraina, hơn 3 triệu người Do Thái, một triệu rưỡi người Belarus, và khoảng 800,000 người Đức. Những nhóm thiểu số này ngày càng bị xa lánh, phàn nàn rằng họ bị gạt ra ngoài lề chính trị và bị từ chối các quyền mà Ba Lan đã đồng ý trong các hiệp ước. Nhà sử học Peter D. Stachura đã xem xét vấn đề dân tộc ở Ba Lan giữa hai cuộc chiến và tóm tắt sự đồng thuận của các nhà sử học, ông viết:
"Không thể phủ nhận rằng nền Cộng hòa thứ hai đã không phải đối mặt với thách thức nào lớn hơn thách thức đặt ra một chính sách đối với các nhóm thiểu số mang lại sự hài hòa và chung sống hòa bình thay vì thù oán, đối đầu và xung đột. Phán quyết lịch sử là Ba Lan đã thất bại trong việc giải quyết vấn đề này một cách thỏa đáng. Thật vậy, đại đa số các nhà sử học đã áp dụng một thái độ kiểm duyệt cao độ đối với vô số các chính sách và thái độ mà nhà nước theo đuổi đối với các nhóm thiểu số, họ đề cập rõ ràng đến 'áp bức', 'bắt bớ', 'khủng bố', 'phân biệt đối xử', thậm chí là 'giết người', như những đặc điểm nổi bật cách tiếp cận Ba Lan theo chủ nghĩa sô vanh nội tại được thiết lập để hạ thấp các nhóm thiểu số xuống địa vị công dân hạng hai Người ta lập luận rằng tình huống như vậy có nghĩa là Ba Lan đã nhiều lần không tôn trọng bảo lãnh theo luật định chính thức được đưa ra sau năm 1918, đáng chú ý là thông qua Hiệp ước về các dân tộc thiểu số năm 1919, Hòa ước Riga (Điều VII) năm 1921 và hiến pháp Ba Lan năm 1921 và 1935"
Bản thân Stachura cho rằng các nhà sử học đã quá khắt khe khi đưa ra phán xét tiêu cực. Ông lưu ý rằng Ba Lan đã phải đối đầu với "một thiểu số người Đức ngoan cố và về cơ bản là không trung thành" bị kích động bởi những người theo chủ nghĩa dân tộc Đức "cuồng tín" bên cạnh. Người Ba Lan nói về cưỡng bức đồng hóa và tịch thu tài sản công nghiệp, nhưng các chính phủ trước năm 1926 quá yếu để thực hiện chúng. Sau năm 1926, Piłsudski không quan tâm đến việc đó nữa. Người Đức ở Ba Lan có thu nhập trên trung bình, có đầy đủ các tổ chức dân sự và trường dạy tiếng Đức, và có đại diện trong Hạ nghị viện. Một kết quả bế tắc. Địa vị của họ trở thành một mối đe dọa lớn sau khi Hitler lên nắm quyền ở Đức vào năm 1933, bởi vì "phần lớn những người Đức này đã trở thành những tên Quốc xã hăng hái vào những năm 1930 và là 'cột thứ năm' khi Ba Lan bị tấn công vào tháng 9 năm 1939"
Mối quan hệ với cộng đồng thiểu số Ukraine lớn hơn nhiều, những người chiếm 15% tổng dân số quốc gia và chiếm đa số ở một số tỉnh phía đông, thậm chí còn căng thẳng hơn. Người Ukraine là những nông dân nghèo, những người phẫn nộ với chủ đất Ba Lan và chính sách Ba Lan hóa của chính phủ. Các trường học sau năm 1924 là song ngữ (học sinh phải học tiếng Ba Lan), và các văn phòng chính phủ không được phép sử dụng tiếng Ukraina. Một số người Ukraine đã cố gắng phá hoại, và chính phủ đàn áp bằng các vụ bắt giữ hàng loạt; nó dung thứ cho việc người Ba Lan đốt phá các trung tâm cộng đồng Ukraine. Các nhà thờ chính thống đã bị đóng cửa, đặc biệt là ở tỉnh Volhynia. Một số người đàn ông đã hoạt động ngầm và cố gắng ám sát những người Ukraine hợp tác với chính phủ, cũng như các quan chức hàng đầu Ba Lan. Một thỏa hiệp đã đạt được vào năm 1935 phần nào làm dịu tình hình, nhưng Quân đội Ba Lan nhận thấy chiến tranh với Liên Xô đang rình rập và từ chối ủng hộ chính sách này.
Khi Đại suy thoái trở nên tồi tệ hơn vào những năm 1930, chủ nghĩa bài Do Thái bắt đầu trỗi dậy mặc dù Ba Lan là quê hương của hơn ba triệu người Do Thái (10% dân số Ba Lan), cộng đồng người Do Thái lớn nhất ở châu Âu vào thời điểm đó. Các gia đình Do Thái nghèo khó dựa vào các tổ chức từ thiện địa phương của họ, đến năm 1929 đã đạt đến tỷ lệ chưa từng có, cung cấp các dịch vụ như tôn giáo, giáo dục, y tế và các dịch vụ khác với giá trị 200 triệu zlotys một năm, một phần nhờ thu nhập bình quân đầu người người Do Thái trong số những người Do Thái đang đi làm cao hơn 40% so với thu nhập của người Ba Lan không phải là người Do Thái.
Từ những năm 1920, chính phủ Ba Lan đã cấm người Do Thái nhận tín dụng ngân hàng chính phủ, việc làm trong khu vực công và xin giấy phép kinh doanh. Từ những năm 1930, các giới hạn đã được đặt ra đối với việc người Do Thái đăng ký học đại học, cửa hàng Do Thái, công ty xuất khẩu người Do Thái, Shechita, người Do Thái được nhận vào ngành y và luật, người Do Thái tham gia hiệp hội kinh doanh, v.v. Trong khi vào năm 1921-22, 25% sinh viên là người Do Thái, đến năm 1938-1939, tỷ lệ này giảm xuống còn 8%. Phe cực hữu Dân chủ Quốc gia (Endeks) đã tổ chức các cuộc tẩy chay chống người Do Thái. Sau cái chết lãnh đạo Ba Lan Józef Piłsudski vào năm 1935, phe Endek tăng cường nỗ lực. Năm 1937, Endeks đã thông qua các nghị quyết rằng "mục đích và nhiệm vụ chính là loại bỏ người Do Thái ra khỏi mọi lĩnh vực, đời sống xã hội, kinh tế và văn hóa ở Ba Lan". Để đáp lại, chính phủ đã tổ chức Trại Thống nhất Quốc gia (OZON); OZON ủng hộ việc người Do Thái di cư ồ ạt khỏi Ba Lan, tẩy chay người Do Thái, giới hạn số lượng sinh viên (xem thêm Ghế băng ghetto), và các hạn chế khác đối với quyền của người Do Thái. Đồng thời, chính phủ Ba Lan ủng hộ Chủ nghĩa phục quốc Do Thái Irgun, huấn luyện các thành viên của họ ở Dãy núi Tatra và vào năm 1937, chính quyền Ba Lan bắt đầu cung cấp một lượng lớn vũ khí cho lực lượng ngầm Do Thái ở Palestine, có khả năng trang bị vũ khí lên đến 10,000 người. Trên trường quốc tế, Ba Lan ủng hộ việc thành lập nhà nước Do Thái ở Palestine với hy vọng việc di cư dần dần trong 30 năm tới sẽ làm giảm dân số Do Thái ở Ba Lan xuống còn 500,000 và hợp tác với lãnh đạo Chủ nghĩa phục quốc Do Thái xét lại, Ze'ev Jabotinsky, những người hy vọng Ba Lan sẽ kế thừa quyền Lãnh thổ Ủy trị Palestine từ Anh quốc; "Kế hoạch sơ tán"  kêu gọi định cư 1,5 triệu người Do Thái trong vòng 10 năm ở Palestine, trong đó có 750,000 người Do Thái Ba Lan Ý tưởng này đã được đón nhận nồng nhiệt bởi chính phủ Ba Lan vốn theo đuổi chính sách di cư hàng loạt đối với người Do Thái và đang tìm kiếm địa điểm để họ tái định cư; Về phần mình, Jabotinsky coi chủ nghĩa bài Do Thái ở Ba Lan là kết quả tình trạng thiếu việc làm và tình hình kinh tế, chứ không phải chủ nghĩa phân biệt chủng tộc điên cuồng như ở Đức Quốc xã

### Chủ nghĩa trọng nông
Bảy trong số mười người làm việc trong các trang trại với tư cách là nông dân. Nền nông nghiệp Ba Lan có những khuyết điểm thông thường của các quốc gia Đông Âu: lạc hậu về công nghệ, năng suất thấp, thiếu vốn và khả năng tiếp cận thị trường. Các khu vực cũ của Đức ở phía tây có lượng mưa và chất lượng đất tốt hơn và có năng suất cao nhất, trong khi các khu vực cũ của Nga và Áo có chất lượng dưới mức trung bình. Giai cấp nông dân Ba Lan tin rằng sẽ tốt hơn rất nhiều nếu họ sở hữu đất đai của mình và không trả tiền thuê đất cho chủ đất. Họ tán thành chủ nghĩa trọng nông và kêu gọi phân phối lại đất đai từ các điền trang lớn cho nông dân. Điều này đã được thực hiện và cũng có nhiều trang trại rất nhỏ được hợp nhất thành các đơn vị tồn tại. Cải cách ruộng đất được thực hiện theo dân tộc. Ở phía tây, những người Đức đã trở thành người nước ngoài vào năm 1919 nhanh chóng bị mất đất. Ngược lại, ở phía đông, nông dân Ukraina và Belarus đã làm ruộng cho các chủ đất Ba Lan và không có động thái nghiêm túc nào đối với việc phân chia lại đất đai. Không có việc làm công nghiệp thay thế nào được phát triển và tình trạng thiếu việc làm cao ở khu vực nông thôn.
Chính trị gia xã hội chủ nghĩa Bolesław Limanowski đã suy nghĩ sâu sắc về Chủ nghĩa trọng nông và vạch ra một chương trình chiết trung phù hợp với điều kiện Ba Lan. Kinh nghiệm thực tế với tư cách là người quản lý trang trại kết hợp với các ý tưởng xã hội chủ nghĩa, "thuế đơn" và cộng đồng Slavic đã định hình thế giới quan của ông. Ông đề xuất một hình thức chủ nghĩa xã hội nông nghiệp với các trang trại lớn nhà nước để chống lại sự kém hiệu quả các nông hộ nhỏ. Ở Ba Lan độc lập, ông ủng hộ việc sung công các điền trang giới quý tộc. Quan sát về chủ nghĩa cá nhân nông dân đã thuyết phục ông rằng Ba Lan nên kết hợp chủ nghĩa tập thể tự nguyện và sở hữu cá nhân đối với đất thuê. Chủ nghĩa thực dụng đã rời khỏi căn phòng ngay cả đối với quyền sở hữu tư nhân nông dân, bất chấp chủ nghĩa Mác của ông.

## Quan hệ quốc tế
Bộ trưởng Ngoại giao Józef Beck chịu trách nhiệm toàn bộ về chính sách đối ngoại vào năm 1935 nhưng ông đã yếu thế. Ba Lan với 35 triệu dân có dân số đông nhưng cơ sở công nghiệp yếu kém; kế hoạch chiến tranh tập trung vào Liên Xô thay vì Đức. Ba Lan có đường biên giới dài với hai chế độ độc tài hùng mạnh hơn là Đức của Hitler và Liên Xô của Stalin. Ba Lan ngày càng bị cô lập. Overy nói rằng tất cả các quốc gia mới ở châu Âu:
"Ba Lan gần như chắc chắn bị ghét nhất và Bộ trưởng Ngoại giao là người không tin tưởng nhất. Việc theo đuổi một đường lối độc lập của Ba Lan đã khiến mất đi nhiều người bạn thân nào vào cuối năm 1938....  Các cường quốc phương Tây coi Ba Lan là một cường quốc theo chủ nghĩa xét lại tham lam, phi tự do, bài Do Thái, thân Đức; Beck là một 'mối đe dọa', 'kiêu ngạo và bội bạc.'"
Vào tháng 2 năm 1921, Ba Lan đã ký một thỏa thuận quân sự bí mật với Pháp, trong đó buộc mỗi bên phải hỗ trợ lẫn nhau trong trường hợp Đức xâm lược. Vào tháng 3 năm 1921, người Ba Lan đã ký một hiệp ước tương trợ với Romania, nhằm chống lại mối đe dọa từ Liên Xô.
Ba Lan tìm cách trở thành quốc gia dẫn dắt khối liên minh quốc gia độc lập giữa Liên Xô và Đức với ý định đoàn kết để chống lại các cường quốc đó. Tuy nhiên, Ba Lan vướng vào quá nhiều tranh chấp với các nước láng giềng nhỏ hơn nên nước này không bao giờ có thể xây dựng một khối liên minh. Lúc đầu, Pháp ủng hộ Ba Lan, vì Pháp muốn có đồng minh chống lại Đức; Đức phải đối mặt với một cuộc chiến tranh từ hai phía, do đó khả năng nước này tấn công Pháp ít hơn. Pháp đặc biệt giúp đỡ tại hội nghị Paris năm 1919 và trong những năm 1920 khi Pháp chống lại những nỗ lực của Anh nhằm làm suy yếu Ba Lan. Tuy nhiên, sau năm 1935, Pháp không tin tưởng Beck và không còn quan tâm đến Đông Âu, do đó Ba Lan ngày càng đơn độc.
Năm 1925, Berlin chính thức công nhận ranh giới sau năm 1918 ở phía tây với Pháp, nhưng không công nhận ở phía đông với Ba Lan. Cùng năm đó, Đức cắt giảm một nửa lượng than nhập khẩu từ Ba Lan, gây ra cuộc chiến tranh thương mại Đức-Ba Lan. Quan hệ với Liên Xô vẫn còn thù địch, nhưng Piłsudski sẵn sàng đàm phán, và vào năm 1932, hai nước đã ký một hiệp ước không xâm phạm lẫn nhau.
Ít lâu sau, Hitler lên nắm quyền. Tin đồn lan truyền rằng Piłsudski đề xuất với Pháp rằng Ba Lan và Pháp tiến hành một cuộc tấn công quân sự phủ đầu nhằm lật đổ Hitler vào năm 1933. Hầu hết các nhà sử học không tin điều này xảy ra, chỉ ra rằng các kế hoạch chiến tranh của Piłsudski tập trung vào Nga và ông không hề chuẩn bị cho bất kỳ kế hoạch nào chiến tranh Đức. Hơn nữa, không ai ở Pháp nhận đựoc báo cáo bất kỳ như vậy từ Ba Lan. Piłsudski đưa ra những yêu cầu liên quan đến Danzig và Hitler đã ngay lập tức chấp thuận; quan hệ giữa Ba Lan và Đức Quốc xã trở nên thân thiện và cả hai đã ký Hiệp ước không xâm lược Đức-Ba Lan vào tháng 1 năm 1934. Đồng thời, Tiệp Khắc, Romania và Nam Tư đã liên minh với nhau trong khối Entente nhỏ với sự hỗ trợ từ Pháp. Với việc Ba Lan trở thành thành viên có thể đã cung cấp thêm an ninh; tuy nhiên, quan hệ với Praha không thân thiện do tranh chấp biên giới nên không bao giờ đạt được thỏa thuận.

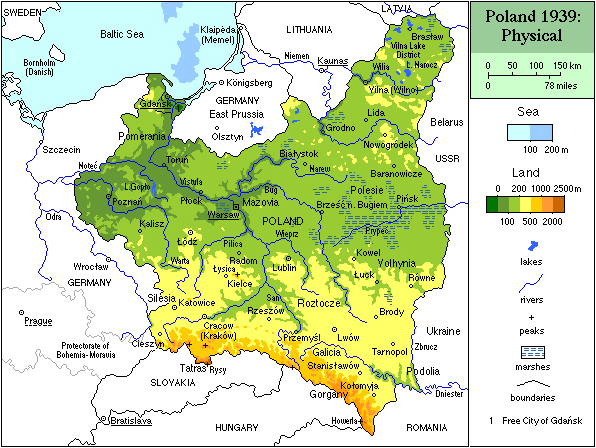
Ba Lan 1939, tự nhiên

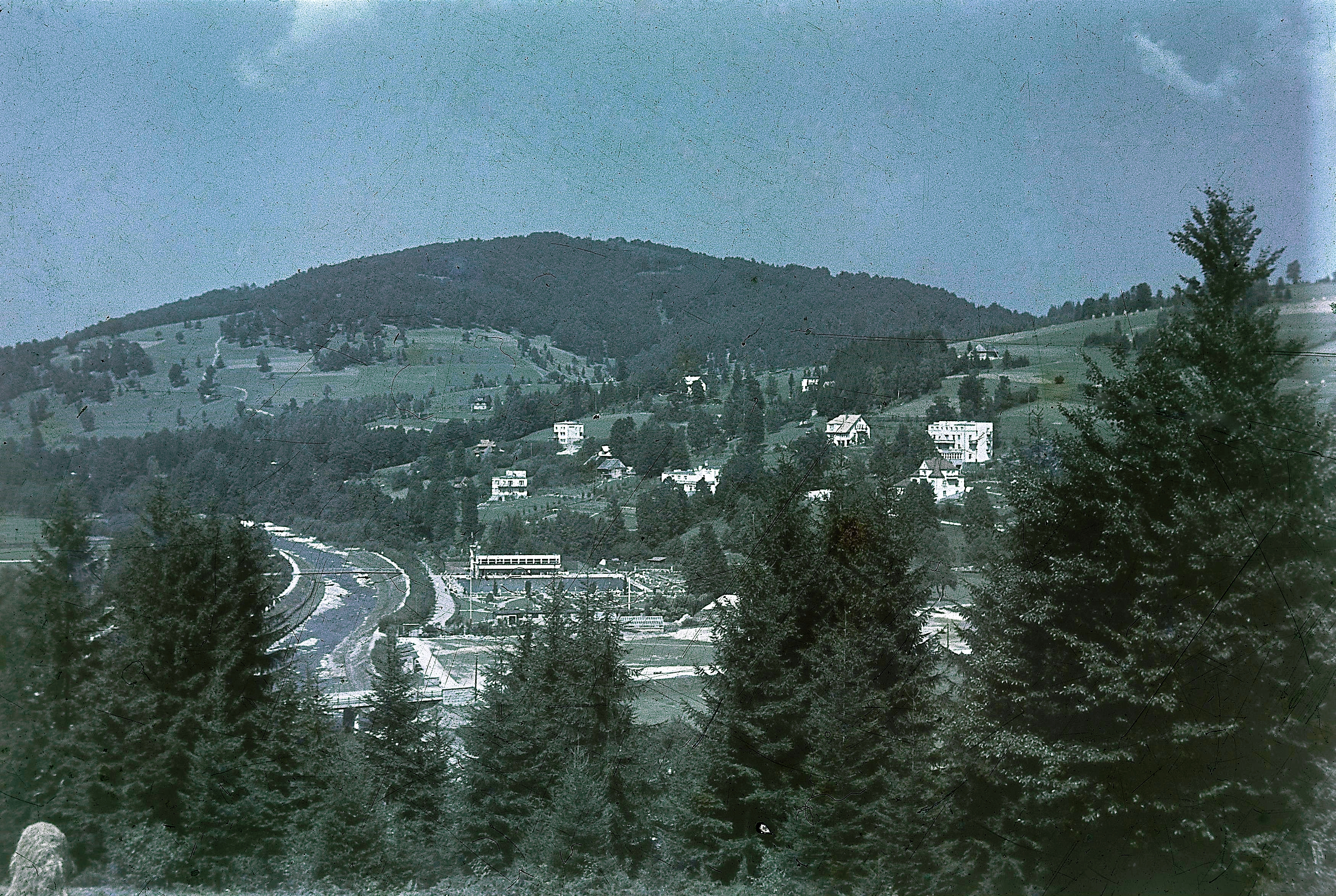
Toàn cảnh thị trấn suối nước khoáng Wisła, 1939

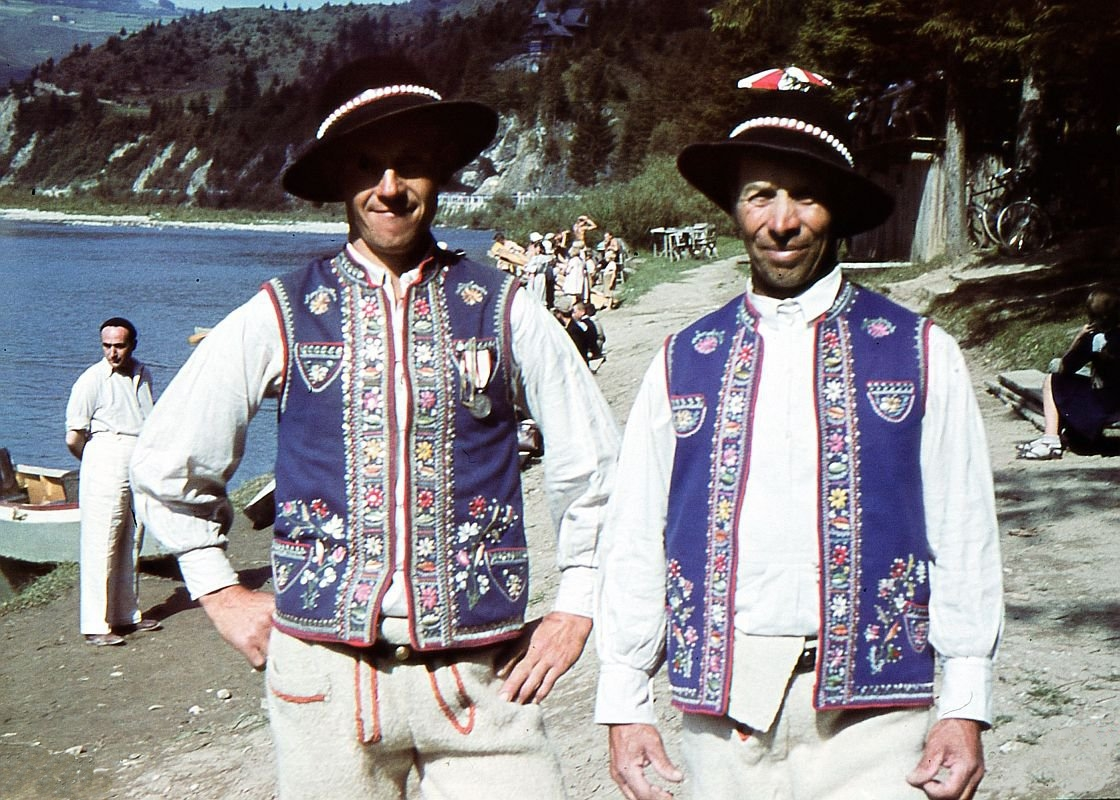
Szczawnica ở Pieniny, 1939

Pháp là đồng minh của Ba Lan và Tiệp Khắc, nhiều lần cố gắng thuyết phục hai nước giải quyết tranh chấp biên giới để trở thành đồng minh của nhau, đồng thời cộng tác với Liên Xô. Việc thuyết phục không thành công, không chỉ vì các vấn đề biên giới mà còn vì sự sẵn sàng hợp tác với Moskva của Praha đã mâu thuẫn với việc Warsaw là quyết tâm kiên quyết giữ khoảng cách với Moskva. Tổng thống Tiệp Khắc Edvard Beneš cảnh báo rằng mối quan hệ quân sự hoặc thậm chí chính trị mạnh mẽ với Ba Lan có thể gây nguy hiểm cho chính Tiệp Khắc và bác bỏ đề xuất của Beck về việc thiết lập hợp tác chống Đức.
Việc không thiết lập bất kỳ liên minh nào ở Đông Âu nên Ba Lan chỉ còn đồng minh duy nhất là Pháp; Piłsudski ngày càng nghi ngờ giá trị liên minh đó. Hiệp ước Locarno, được các cường quốc Tây Âu ký kết vào năm 1925 với mục đích đảm bảo hòa bình trong khu vực, không có sự đảm bảo nào về biên giới phía tây Ba Lan.
Tháng 5 năm 1934, hiệp ước không xâm lược Ba Lan-Liên Xô được gia hạn đến ngày 31 tháng 12 năm 1945. Trong giai đoạn 1934–1939, quan hệ Ba Lan-Liên Xô bình thường hóa nhưng lạnh nhạt, trong khi quan hệ Ba Lan-Đức bình thường và đôi khi thân thiện.

### Khả năng quân sự
Ngân sách cho năm 1934-35 đã phân bổ 762 triệu zlotych cho quân đội, chiếm khoảng 32% ngân sách. Cung cấp một lực lượng hiệu quả gồm 7,905 sĩ quan, 37,000 quân chính quy, và 211,110 dân quân.Ngoài quân đội, ngân sách cung cấp 105 triệu zlotych cho lực lượng cảnh sát bao gồm 774 sĩ quan và 28,592 hạ sĩ quan.
Đến năm 1939, Ba Lan có một đội quân lớn, với 283,000 quân thường trực, thuộc 37 sư đoàn bộ binh, 11 lữ đoàn kỵ binh và hai lữ đoàn thiết giáp, cùng với các đơn vị pháo binh. Với khoảng 700,000 hạ sĩ quan phục vụ trong lực lượng dự bị. Một vấn đề lớn là thiếu kinh phí. Ngân sách quốc phòng hạn chế dẫn tới cơ giới hóa ở tối thiểu; hầu hết vũ khí được sản xuất ở Ba Lan, nhưng tỷ lệ sản xuất thấp (xe tăng 7TP là một ví dụ điển hình), và ngoại hối khan hiếm. Thực tế là Ba Lan đang thực hiện quá trình tái vũ trang vốn kết thúc năm 1942 và đã đi được nửa chặng đường nhưng việc này không giúp được gì. Mười sư đoàn không bao giờ được huy động. Việc hủy bỏ huy động, dưới áp lực từ Pháp và Anh, và huy động lại chưa đầy một tuần sau đó đã tạo ra tình trạng hỗn loạn. Hơn nữa, không chỉ quân đội Đức và quân tình nguyện dân sự phạm tội ác chiến tranh chống lại người Ba Lan và người Do Thái Ba Lan, đưa ra những tin đồn về cuộc thanh trừng sắc tộc lớn khiến hàng nghìn người phải chạy trốn khỏi cuộc tiến công của quân Đức và gây khó khăn cho việc điều động quân sự.

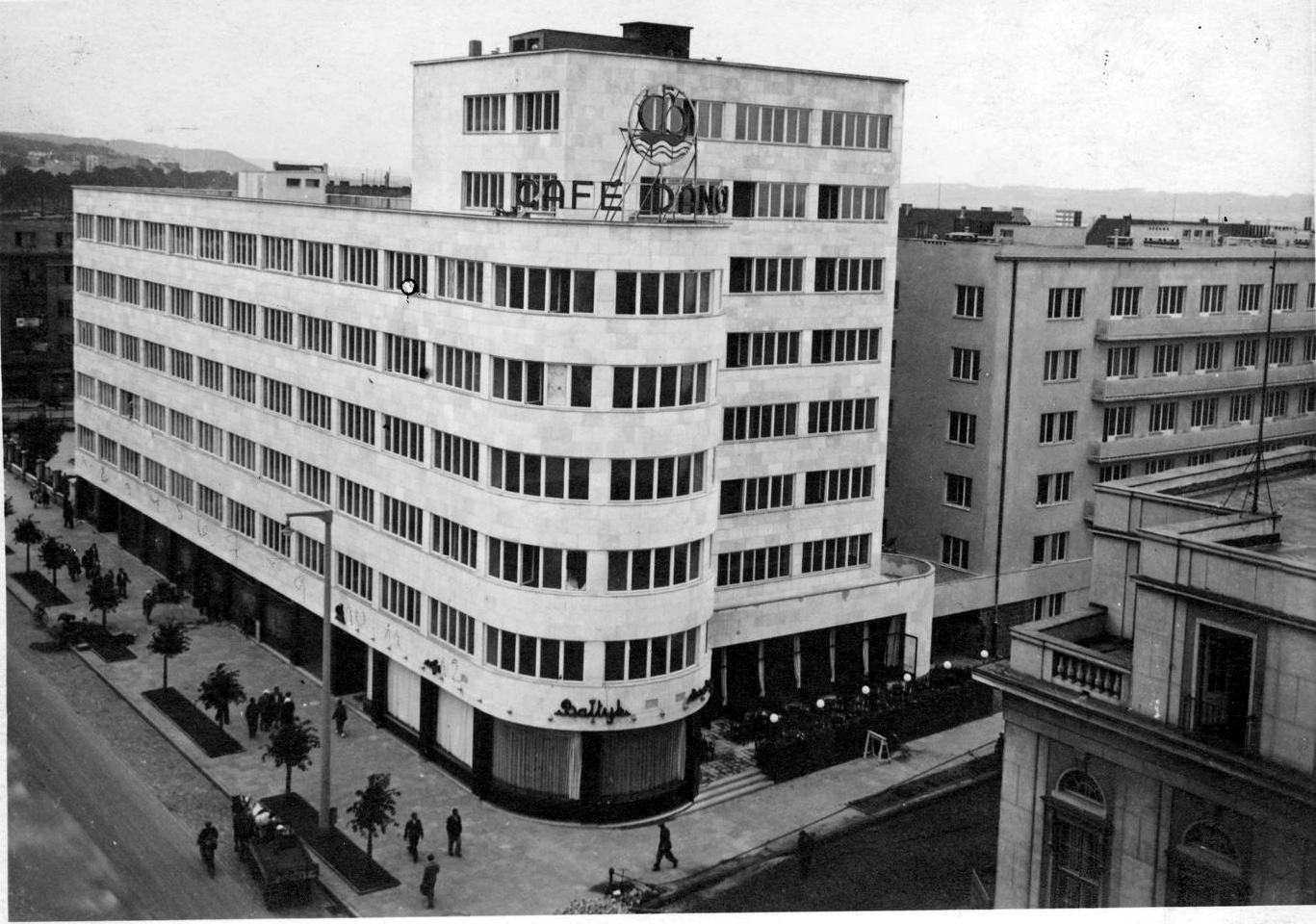
Gdynia, cảng biển Ba Lan hiện đại, khoảng năm 1926

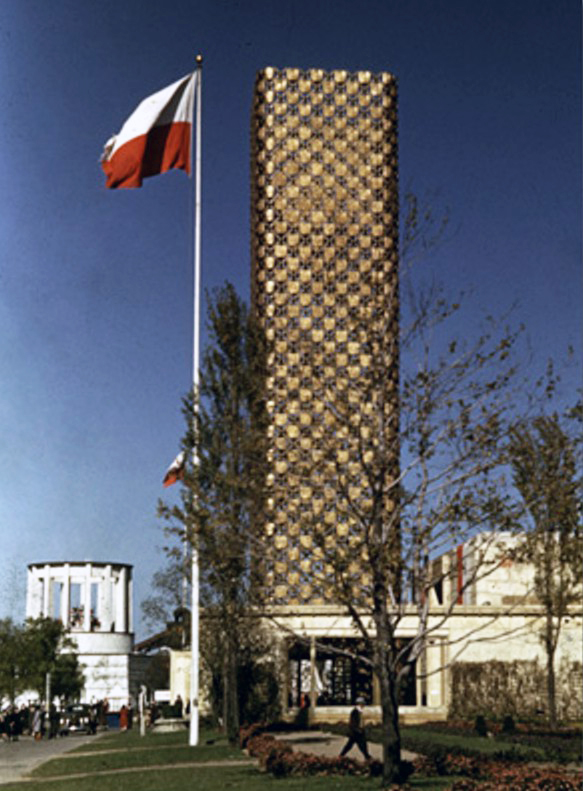
Gian hàng Ba Lan ở thành phố New York, 1939

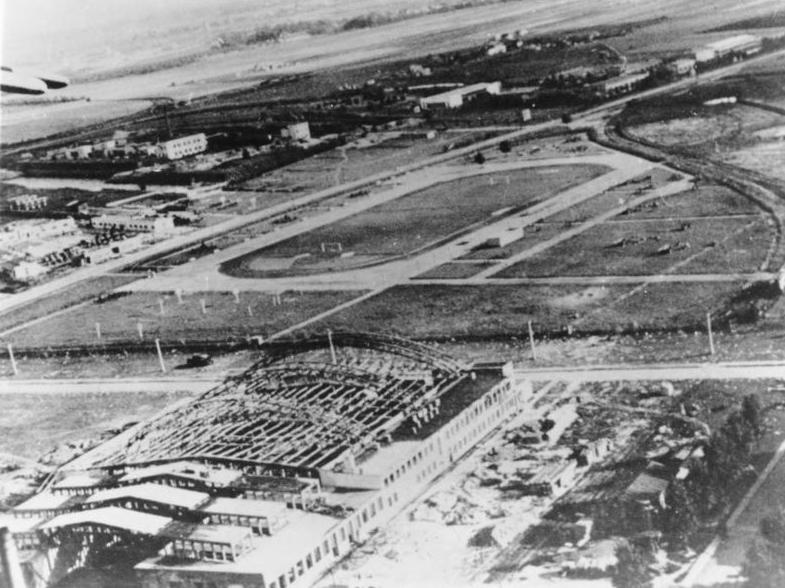
Nhà máy sản xuất máy bay Warsaw PZL bị hư hại sau cuộc xâm lược của Đức vào Ba Lan, tháng 12 năm 1939

Ba Lan có PZL, công ty hàng không nhà nước sản xuất máy bay chất lượng. Năm 1931, hãng đã phát triển PZL P.11, máy bay chiến đấu tiên tiến nhất trên thế giới vào đầu những năm 1930. Vào giữa những năm 1930, máy bay thay thế P-24 thậm chí còn được trang bị vũ khí tốt hơn và nhanh hơn, nhưng Ba Lan đã xuất khẩu để tăng ngân sách, buộc phải sử dụng PZL P.11 lỗi thời và vài chục máy bay chiến đấu PZL P.7 cũ. Không phải là đối thủ máy bay Messerschmitt 109 của Đức có thể bay cao hơn, được trang bị vũ khí tốt hơn và bay nhanh hơn 100 km/h. PZL.37 Łoś một máy bay ném bom hạng trung hai động cơ hoàn hảo; Ba Lan có 36 máy bay sẵn sàng chiến đấu khi chiến tranh bắt đầu. Năm 1939 có 390 máy bay chiến đấu hầu hết đã lỗi thời. Đức có 2800 máy bay chiến đấu mới cộng với máy bay ném bom và vận tải.
Ba Lan, bất chấp tình thế tuyệt vọng, đã giành chiến thắng trong hai trận chiến chống lại Liên Xô, trong đó có một trận mà bộ binh Liên Xô đang tấn công ồ ạt các vị trí phòng thủ của Ba Lan, khiến họ trở thành mục tiêu cực kỳ dễ dàng đối với súng máy, một số tù binh Liên Xô đã chuyển sang phe Ba Lan.
Người Ba Lan đã giải mã được mật mã Enigma và chuyển kết quả cho Pháp và Vương quốc Anh.
Bất chấp những thiếu sót, quân đội Ba Lan có thể dễ dàng được xếp vào top 10 quân đội quốc gia mạnh nhất tính đến năm 1939; không phải vì quân đội Ba Lan quá mạnh mà vì quân đội các quốc gia khác quá yếu kém và lạc hậu. Zaloga và Madej chỉ ra rằng, trong "Chiến dịch Ba Lan năm 1939", Ba Lan có một trong những lực lượng xe tăng lớn nhất trên Trái đất, tính đến năm 1939 lớn hơn cả lực lượng xe tăng của Hoa Kỳ
Sức mạnh tương đối quân đội Ba Lan và nỗi sợ hãi quân đội Ba Lan có thể được thể hiện bởi Litva (Ba Lan gửi tối hậu thư tới Litva năm 1938) đã khiến công chúng tin tưởng vào tuyên truyền công khai của chính phủ Ba Lan. Chính phủ Ba Lan không có lựa chọn nào khác ngoài việc tuyên bố rằng một cuộc tấn công từ quân Đức hoặc Liên Xô sẽ bị đánh bại thành công. Chính phủ Ba Lan không thể chấp nhận sự đầu hàng công khai vì các dự án công nghiệp hóa như  Vùng Công nghiệp Trung tâm, gần như đã hoàn thành vào đầu năm 1939, và các dự án tiếp nối.

### Đối ngoại 1935–39
Sau khi Piłsudski qua đời tháng 5 năm 1935, các chính sách ở Ba Lan được thiết lập bởi năm quan chức cấp cao, bao gồm Tổng thống Ignacy Mościcki; Phó Tổng thống Eugeniusz Kwiatkowski; Thủ tướng, Felicjan Sławoj Składkowski; và Nguyên soái Edward Smigly-Rydz, Tổng tư lệnh quân đội. Chính sách đối ngoại là lĩnh vực của Bộ trưởng Ngoại giao, Đại tá Józef Beck. Các cuộc bầu cử được tổ chức nhưng không có dân chủ và Hạ viện chỉ là nơi phê chuẩn tự động.  Watt cho rằng nhóm lãnh đạo này đã chiến thắng trong cuộc đấu tranh giành độc lập và chưa bao giờ biết đến bị xâm lược.
Giấc mơ lãnh đạo một khối các quốc gia trung lập ở Đông Âu của Ba Lan đã sụp đổ sau năm 1933 với sự ra đời của chế độ phát xít bành trướng công khai bởi Hitler ở Đức và lời cảnh báo rõ ràng về mong muốn từ Pháp trong việc chống lại sự bành trướng của Đức. Piłsudski vẫn giữ mối liên hệ với Pháp nhưng ngày càng ít tin tưởng vào tính hữu dụng. Các mục tiêu dài hạn của Hitler bao gồm sáp nhập các lãnh thổ Ba Lan và đặt các phần còn lại Ba Lan dưới quyền, một ý tưởng mà Hitler đã tiết lộ với nhóm thân cận nhất của mình vào năm 1933. Giải pháp của Ba Lan là chính sách bình thường hóa quan hệ với cả Đức và Liên Xô nhưng không liên minh với cả hai bên (cũng được mô tả là 'chính sách khoảng cách bình đẳng' hoặc 'cân bằng'). Theo đó, giới lãnh đạo Ba Lan đã từ chối các đề xuất hợp tác chống lại Liên Xô từ Đức. Đồng thời, mục tiêu của Beck là "tránh đối đầu biệt lập với Đức càng lâu càng tốt". Chính sách dựa trên hai trụ cột: các hiệp ước không xâm lược mà Ba Lan đã ký với Đức và Liên Xô.
Sau sự cố biên giới vào tháng 3 năm 1938, Ba Lan đưa ra tối hậu thư cho Litva, yêu cầu thiết lập lại quan hệ ngoại giao giữa Ba Lan-Litva và mở lại biên giới với Ba Lan trước đây bị đóng cửa. Đối mặt với nguy cơ chiến tranh, chính phủ Litva đã chấp nhận yêu cầu của Ba Lan. Vào tháng 10 năm 1938, Hiệp định Munich, với sự chấp thuận của Anh và Pháp, cho phép Đức tiếp quản các khu vực Tiệp Khắc với người Đức thiểu số, còn gọi là Sudetenland. Ba Lan từ lâu đã thù địch với Tiệp Khắc và giờ đứng về phía Đức. Ba Lan yêu cầu Tiệp Khắc từ bỏ Teschen, nơi người Ba Lan chiếm khoảng 70% cư dân, nếu không Ba Lan đe dọa sẽ chiếm lấy nó bằng vũ lực. Đối mặt với tối hậu thư của cả Ba Lan và Đức, Tiệp Khắc đã từ bỏ khu vực này, nơi đã bị Ba Lan sáp nhập vào ngày 2 tháng 10 năm 1938.
Đầu năm 1939, Đức xâm lược phần còn lại của Tiệp Khắc, vào tháng 3 năm 1939, Tiệp Khắc bị sát nhập hoàn toàn. Đức đã yêu cầu Ba Lan tham gia Hiệp ước chống Quốc tế Cộng sản với tư cách là một quốc gia vệ tinh của Đức. Đức yêu cầu một đường cao tốc ngoài lãnh thổ nối nước Đức với Danzig và sau đó là Đông Phổ, nơi sẽ cắt đứt Ba Lan khỏi biển và con đường thương mại chính, Ba Lan đã từ chối. Đức cũng thúc ép thành lập Danzig, một thành phố-nhà nước do Đức Quốc xã cai trị với 90% dân số là người Đức đã tách khỏi Đức vào năm 1920 và hoạt động như một Thành phố tự do trong liên minh thuế quan với Ba Lan kể từ đó
Sau khi từ chối các yêu cầu về lãnh thổ của Đức liên quan đến Danzig và Gdańsk Pomerania, vị thế Ba Lan ngày càng suy yếu khi các quốc gia khác như Hungary và Romania hướng về quỹ đạo của Đức. Ba Lan vào thời điểm đó là đồng minh với Romania và Pháp.
Hai diễn biến quan trọng khiến Ba Lan bất ngờ. Cuối tháng 3-1939, Anh, Pháp tuyên bố nếu Đức xâm lược Ba Lan thì sẽ tuyên chiến. Về việc giúp đỡ Ba Lan trong một cuộc chiến thực sự, mọi người đều nhận ra rằng Pháp có thể làm được rất ít. Hy vọng là mối đe dọa từ một cuộc chiến tranh hai mặt trận sẽ ngăn cản nước Đức, đặc biệt là Đức phải lo lắng về vai trò của Liên Xô. Hitler cho rằng Anh và Pháp đang bịp bợm, nhưng Hitler đã xử lý vấn đề Xô Viết vào cuối tháng 8, bằng một thỏa thuận gây ngạc nhiên với Stalin về một liên minh thân thiện, trong đó bao gồm các điều khoản bí mật chia cắt Ba Lan-và thực tế là chia cắt phần lớn Đông Âu Lời đề nghị từ Anh và Pháp không phải là một trò lừa bịp-đã tuyên chiến với Đức khi xâm lược Ba Lan, nhưng cả hai đều không cung cấp giúp đỡ nghiêm túc. Bản thân Ba Lan đã có một đội quân triệu người (và vài triệu người trong lực lượng dự bị) nhưng lại thua xa về mặt huấn luyện, không quân, pháo binh, xe tăng, súng máy, radio và xe tải. Ngân sách quân sự Ba Lan bằng khoảng 2% của Đức; tư lệnh chỉ huy Ba Lan, Nguyên soái Smigly-Rydz đã không chuẩn bị tốt cho cuộc đối đầu.

### Hành lang Ba Lan và Danzig
Đức muốn khôi phục biên giới trước Hiệp ước Versailles và vì vậy đã đưa ra yêu cầu mới đối với Ba Lan. Họ nhấn mạnh vào một cuộc trưng cầu dân ý để xác định quyền sở hữu của "Hành lang Ba Lan". Chỉ những người sống trong hành lang trước năm 1918 mới được phép bỏ phiếu. Đề xuất kêu gọi một cuộc trao đổi dân số tiếp theo sẽ chuyển tất cả người Đức, khi đó đang ở Ba Lan, ra khỏi khu vực cuối cùng được tuyên bố là "Ba Lan". Điều tương tự cũng xảy ra đối với tất cả người Ba Lan sống ở nơi được tuyên bố, sau cuộc bỏ phiếu, là "Đức". Danzig sẽ trở thành một phần của Đức bất kể kết quả bỏ phiếu như thế nào, nhưng nếu Đức thua, nước này vẫn được đảm bảo quyền tiếp cận Đông Phổ thông qua một hệ thống xa lộ tự động mà Đức sẽ quản lý, trải dài từ nước Đức đến Danzig đến Đông Phổ. Nếu Ba Lan thua, hành lang sẽ dẫn đến Đức và cảng biển Gdynia sẽ trở thành một vùng đất thuộc Đức, khi ấy Ba Lan gần như mất lối ra biển. Sau khi Anh-Pháp đảm bảo hỗ trợ cho Ba Lan được công bố vào ngày 3 tháng 4, các cuộc đàm phán về Danzig đã kết thúc. Đức tấn công Ba Lan ngày 1 tháng 9 năm 1939. Vấn đề Danzig không phải là nguyên nhân dẫn đến cuộc xâm lược của Đức; Tháng 5 năm 1939, Hitler nói với các tướng lĩnh của mình: "Không phải Danzig đang bị đe dọa. Đối với chúng ta, đó là vấn đề mở rộng không gian sống của chúng ta ở phía đông và đảm bảo nguồn cung cấp thực phẩm". Sự hủy diệt hoàn toàn nhà nước Ba Lan, văn hóa Ba Lan và thực tế là người dân Ba Lan đã trở thành mục tiêu chính của Hitler. Hitler muốn có đất nông nghiệp để nông dân Đức tái định cư.